# 뮤직팜
뮤직팜(영어: Music Farm)은 대한민국의 음반사이다.

## 소속 아티스트
- 이적
- 김동률
- 존 박
- 곽진언